# Via Varejo
Via S.A. (von 2010 bis 2021 Via Varejo) ist ein brasilianisches Einzelhandelskleidungsunternehmen mit Sitz in São Caetano do Sul, São Paulo (Bundesstaat). Es ist im Einzelhandel in den Segmenten Unterhaltungselektronik, Haushaltsgeräte, Mobiltelefone und Möbel in Brasilien tätig. Das Unternehmen hat über 1000 Geschäfte und ist in mehr als 20 brasilianischen Bundesstaaten vertreten.

## Marken
Via besitzt folgende Marken:

### Casas Bahia
Mit mehr als 700 Geschäften ist die Marke in mehr als 20 Bundesstaaten vertreten.

### Ponto Frio
Mit mehr als 250 Filialen in den Regionen Südosten, Süden und Mittlerer Westen vertreten.

### Bartira
Die größte Möbelfabrik in Brasilien und Lateinamerika mit 1500 Mitarbeitern. Sie repräsentiert 35 % des Möbelumsatzes von Via Varejo.

### Extra
Über die Internetplattform Extra.com.br vertreibt Via eine Vielzahl von Produkten wie Automobilzubehör, Möbel, Haushaltgeräte, Unterhaltungselektronik usw. Die Plattform wurde im Jahr 2013 gestartet. Das Unternehmen bietet auch Finanzdienstleistungen an, wie z. B. Verbraucherfinanzierung durch Kredite und Co-Branding-Kreditkarten. Im Juni 2019 wurde banQi, die digitale Bank des Unternehmens Via, gegründet. Ende April 2021 änderte das Unternehmen seinen Namen von Via Varejo in Via und signalisierte damit, dass es seine Aktivitäten über den Einzelhandel hinaus weiter ausbauen würde.
Es ist an der brasilianischen Börse BOVESPA notiert.

## Geschichte
Im Dezember 2009 erwarb Grupo Pão de Açúcar (GPA) das Unternehmen Casas Bahia (Eigentümer Familie Klein) und übertrug seine Einzelhandelseinheit an Globex Utilidades S.A., einem Unternehmen, dem Pontofrio gehört, das im Juni desselben Jahres gekauft wurde.
Das Unternehmen betrieb den Online-Handel über seine Tochtergesellschaft Nova Pontocom, ein E-Commerce-Unternehmen, das 2010 nach der Fusion von casas Bahia, Pontofrio und Extra, einem Online-Hypermarkt-Netzwerk der Grupo Pão de Açúcar, gegründet wurde. Anfang 2012 änderte Globex Utilidades offiziell den Firmennamen in Via Varejo. Im Jahr 2013 bringt die Familie Klein 16 % ihres Anteils an dem Unternehmen an die Börse. Am 12. Juni 2019 gab der Aufsichtsrat der Grupo Pão de Açúcar bekannt, dass er alle Aktien des Unternehmens Via Varejo im Segment B3 zum Mindestpreis von 4,75 Reais pro Aktie platzieren wird.